# 7e régiment de chevau-légers lanciers
Le 7e régiment de chevau-légers lanciers est une unité de cavalerie polonaise au service de la France, issue de la légion de la Vistule. Créé en 1808 sous le nom de régiment des lanciers de la légion de la Vistule, il est dissous en 1814.
Le régiment s'illustre particulièrement au cours de la guerre d'Espagne où il est craint des Espagnols pour son efficacité.

## Organisation
Le 5 avril 1807, Napoléon ordonne la mise sur pied d'une légion polonaise, formée avec les quelques troupes de cette nationalité présentes en Italie. Cette légion prend la dénomination de légion polacco-italienne au début de l'année 1808, puis passe au service de la France fin mars sous le nom de légion de la Vistule. Le corps aligne un régiment de cavalerie et trois régiments d'infanterie, chaque arme ayant son conseil d'administration distinct.
Le régiment de cavalerie de la légion est créé par décret du 4 mai 1808 sous le nom de régiment des lanciers de la légion de la Vistule. Il est doté d'un état-major de 19 hommes, de quatre escadrons à deux compagnies de 128 hommes chacune et d'une compagnie de dépôt, pour un total de 47 officiers et 1 124 sous-officiers et hommes de troupe. Chaque compagnie se compose d'un capitaine, d'un lieutenant, de deux sous-lieutenants, d'un maréchal des logis-chef, de quatre maréchaux des logis, d'un brigadier-fourrier, de huit brigadiers, d'un maréchal-ferrant, de deux trompettes et de 105 cavaliers. Le colonel Stanislas Klicki est nommé commandant du régiment en remplacement du colonel Aleksander Rożniecki. La solde est identique à celle des régiments de chasseurs à cheval tandis que l'uniforme hérité de la légion polacco-italienne est conservé.
De 1808 à 1809, les lanciers polonais de la Vistule sont la seule unité de cavalerie de l'armée française à être dotée de la lance, jusqu'à l'attribution de cette arme aux chevau-légers polonais de la Garde. Ils prennent le no 1 à la suite de la formation d'un deuxième régiment de lanciers de la Vistule le 7 février 1811. Avec la création de six régiments de chevau-légers lanciers français la même année, le corps est versé dans la cavalerie française le 18 juin 1811 en tant que 7e régiment de chevau-légers lanciers.

## Campagnes militaires

### En Espagne (1808-1813)
« […] C'est en Espagne que les lanciers de la Vistule se distinguèrent surtout. Ils y passèrent cinq longues années en marches incessantes depuis Séville jusqu'à Saragosse et depuis Albuera jusqu'à Tarragone. Ils attaquèrent l'ennemi dans les batailles rangées, couvrirent les convois, poursuivirent des guérilleros à travers les forêts et les montagnes. Quant aux chefs de guerre français, ils considéraient comme un chic particulier d'avoir dans leur escorte au moins un petit peloton de cavaliers polonais… »

— Oleg Sokolov, L'armée de Napoléon, 2003, p. 390.

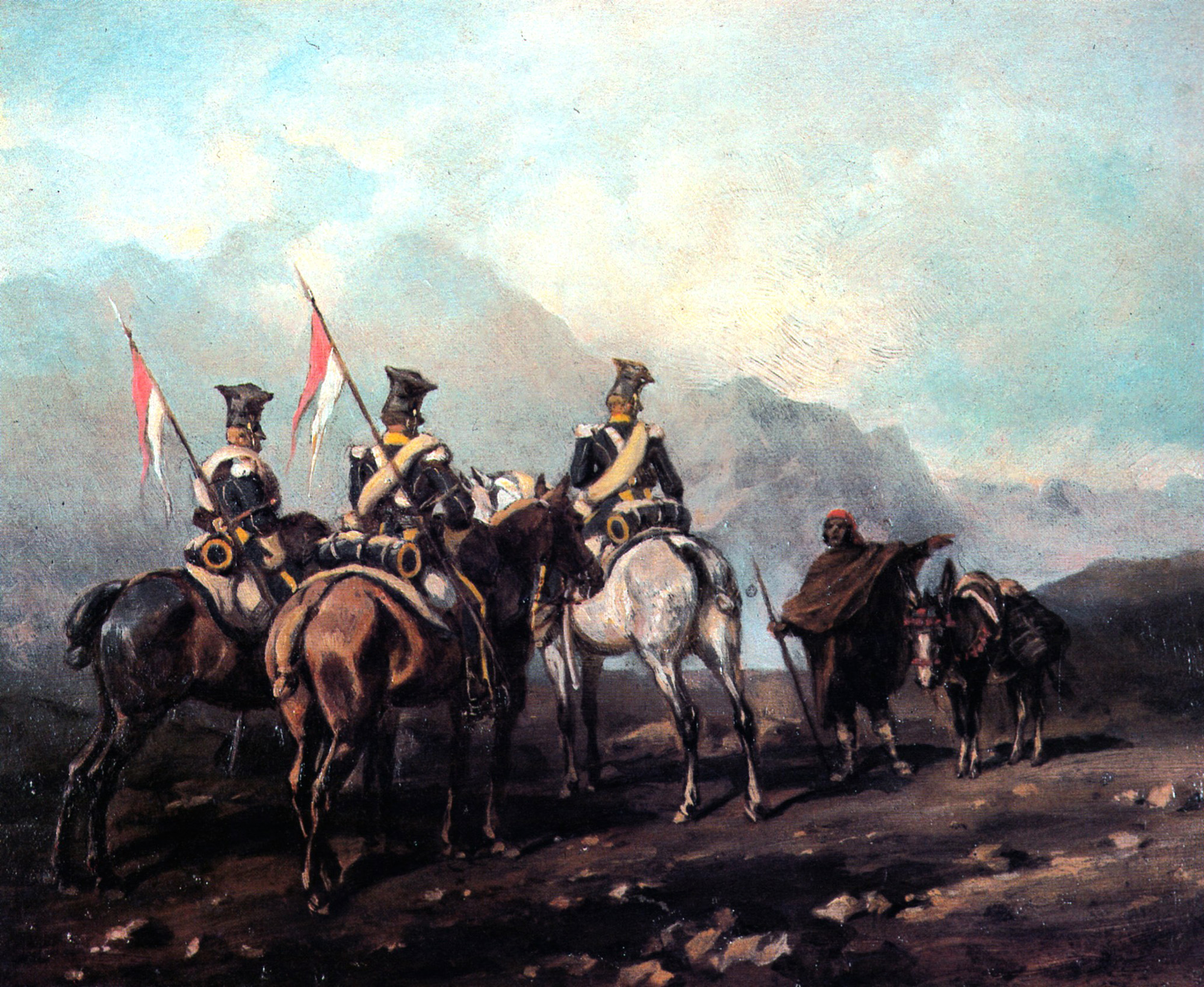
Lanciers polonais de la Vistule lors d'une patrouille en Espagne (par Juliusz Kossak, 1875).

Déjà employés, avec le reste de la légion polacco-italienne, lors de la conquête du royaume de Naples en 1806 et de la campagne de Pologne en 1807, en particulier durant les sièges de Gaète et de Dantzig, les lanciers polonais de la Vistule participent l'année suivante à la guerre d'Espagne. Dans les derniers jours d'avril, le régiment arrive à Bayonne avant de se diriger sur Pampelune. Il livre un premier combat aux Espagnols à Mallén le 13 juin 1808. Deux jours plus tard, deux de ses escadrons prennent part à la vaine tentative du général Lefebvre-Desnouettes contre Saragosse. C'est au cours de ce siège, long de plusieurs semaines, que les lanciers, exaspérés par le feu d'un camp espagnol situé à proximité de la ville, mettent pied à terre et s'emparent de la position. Les pertes essuyées par les lanciers polonais devant Saragosse s'élèvent, chez les officiers, à un tué et cinq blessés, parmi lesquels le colonel Konopka.
Selon Alain Pigeard, les lanciers intègrent durant l'été le 4e corps du maréchal Lefebvre, qui opère en Espagne. Robert Burnham affirme cependant qu'ils servent sous les ordres du maréchal Lannes de juin à septembre 1808. Ils passent ensuite à la brigade de cavalerie du général Wathier, appartenant au 3e corps, jusqu'en janvier 1809. Ils sont alors détachés brièvement à la division Lasalle avant de retourner, pour quelques mois seulement, au sein du 3e corps. Dès avril, le régiment est en effet transféré au 4e corps de l'armée d'Espagne, d'abord au sein de la brigade Ormancey puis, de décembre 1809 à août 1811, à la brigade Perreimond.

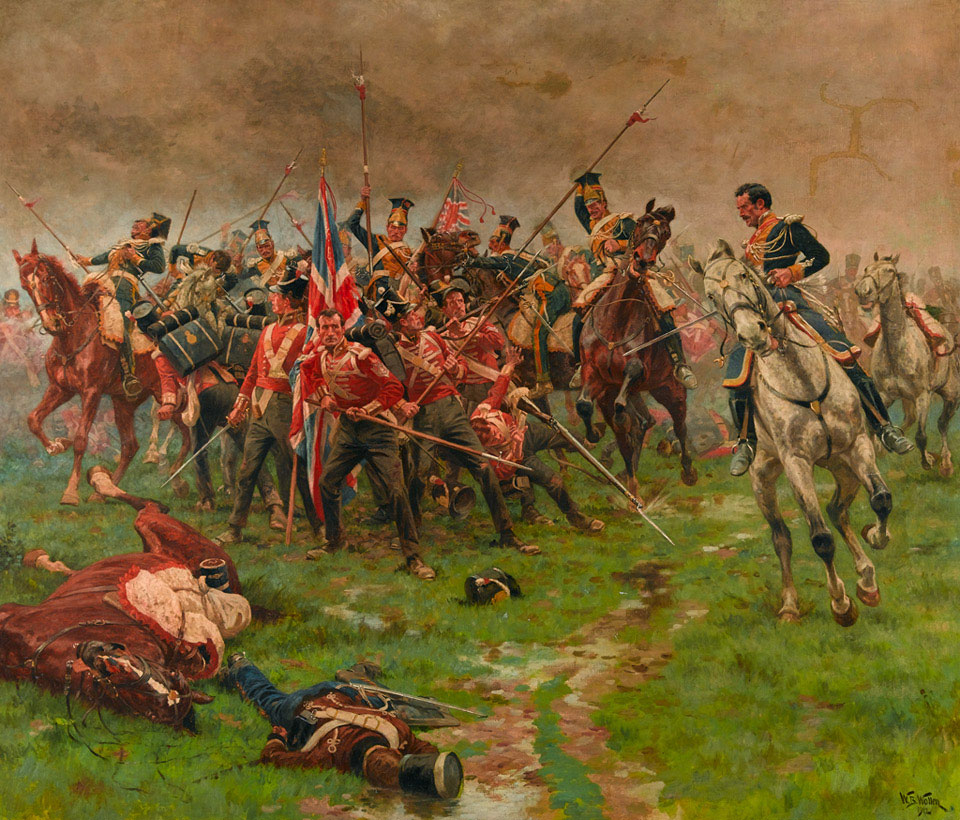
Charge des lanciers polonais de la Vistule contre la brigade britannique Colborne à la bataille d'Albuera, par William Barnes Wollen.

À l'occasion de la venue de Napoléon dans la péninsule, à la fin de l'année 1808, les lanciers de la Vistule chargent à la bataille de Tudela le 23 novembre. Ils connaissent cependant un revers à un contre dix à Los Yébenes le 24 mars 1809. Surpris dans ce village par une force espagnole bien supérieure en nombre, les cavaliers de Konopka parviennent à se frayer un chemin à travers les lignes espagnoles, non sans avoir essuyé des pertes importantes et abandonné à leurs adversaires les bannières de leur régiment. Cette négligence entache profondément l'honneur du corps qui n'a de cesse, par la suite, de vouloir redorer son image. Le 27 mars, au combat de Ciudad Real, les lanciers de la Vistule prennent le pont, enfoncent quatre carrés d'infanterie espagnole et les mettent en fuite. Le lendemain, à Santa Cruz de Mudela, sans attendre le reste du corps, ils étrillent une nouvelle fois l'armée espagnole. Ils prennent également part aux batailles de Talavera en juillet et d'Almonacid en août. Le 18 septembre 1809, enfin, la simple présence des lanciers polonais à Ocaña incite le régiment des carabiñeros reales à quitter les lieux.
L'unité, composée en majorité de vétérans, se taille de fait une redoutable réputation d'efficacité sur le champ de bataille et est surnommée les « lanciers polonais de l'enfer » par les Espagnols. Les Polonais se distinguent notamment le 16 mai 1811 à la bataille d'Albuera où, aux côtés du 2e régiment de hussards, ils détruisent en une seule charge la brigade britannique Colborne et capturent cinq drapeaux. Ils continuent par la suite de servir sous les ordres du général La Tour-Maubourg qui commande la réserve de cavalerie de l'armée du Sud. En mars 1812, ils sont versés à la brigade Lallemand de la division de cavalerie du général Digeon. La même année, lorsque Napoléon donne l'ordre au maréchal Soult d'envoyer le 7e régiment en Russie, le commandant en chef de l'armée d'Andalousie refuse de se séparer de ceux qu'il considère comme ses meilleurs cavaliers. Incorporés à la brigade Sparre le 10 octobre 1812, les lanciers de la Vistule ne quittent définitivement la péninsule Ibérique que le 7 janvier 1813.

### Campagnes de 1812-1814

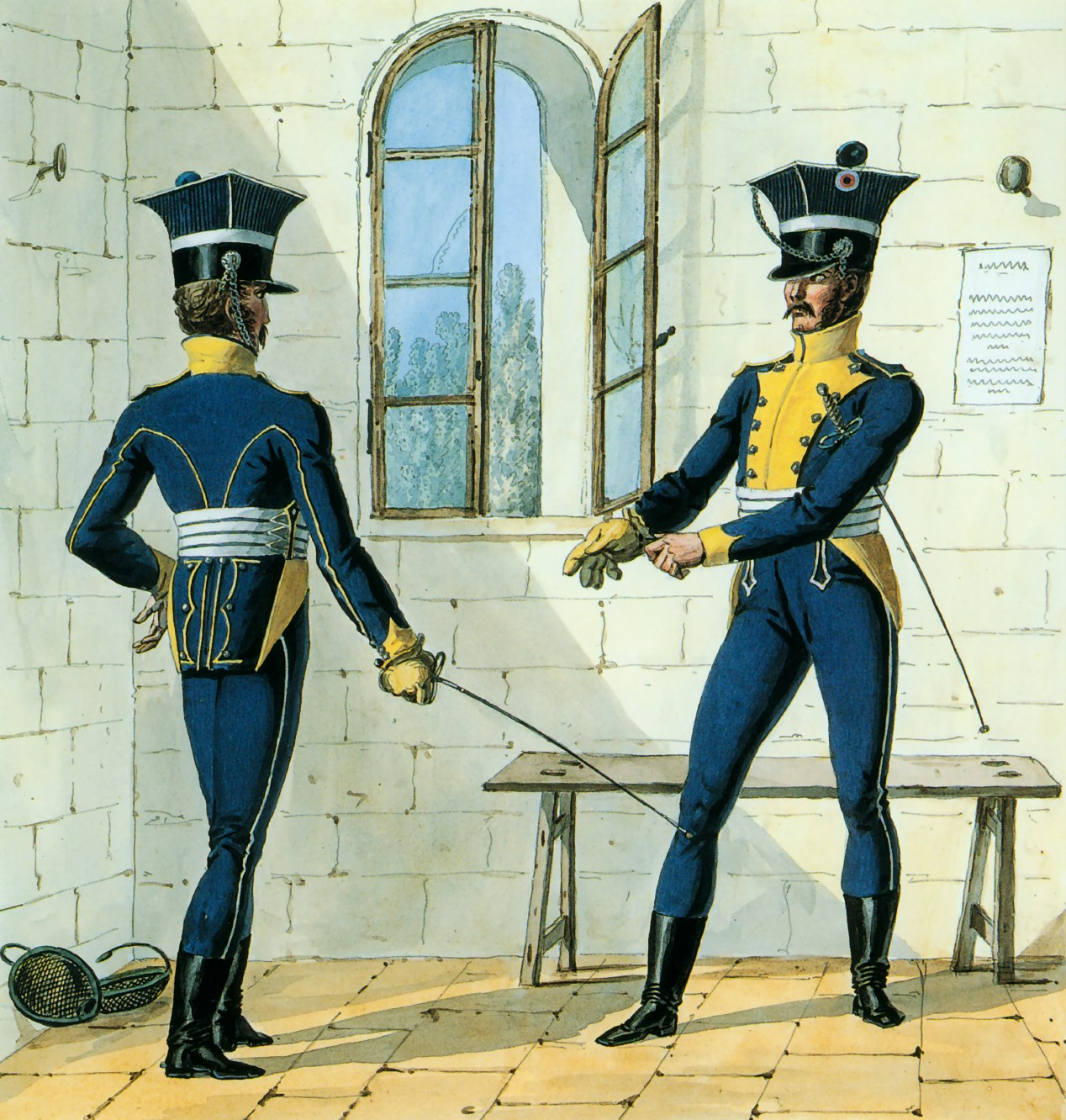
Tenue des lanciers polonais (peinture de Carle Vernet).

Un peloton dirigé par le lieutenant Boguslawski rejoint l'armée en Russie à la fin du mois d'août 1812. Placé à la suite des lanciers polonais de la Garde, il perd cinq hommes, blessés ou prisonniers, dans une embuscade de cosaques près de Borovsk le 16 septembre,. Un escadron du marche du régiment quitte à son tour l'Espagne en juin 1812 mais ne fait sa jonction avec les débris de la Grande Armée qu'en décembre suivant ; une poignée de ces cavaliers fait d'ailleurs partie de l'escorte qui accompagne Napoléon lors de son retour en France de Smorgoni à Rovnopol.
En 1813, affecté aux 6e et 14e corps de la Grande Armée, le régiment participe à la campagne d'Allemagne. Il combat à Möckern le 5 avril, ainsi qu'à Dresde et Hanau.
En janvier 1814, le 7e reçoit les débris du 8e régiment de chevau-légers lanciers qui a été laminé lors de la bataille de Leipzig. L'unité est incorporée au 1er corps de cavalerie avec lequel elle est engagée, pendant la campagne de France, aux batailles de Montereau et de Champaubert.
Après la première abdication de Napoléon Ier, le régiment est dissous en mai 1814 à la Première Restauration, comme tous les régiments étrangers, sans être recréé par la suite.

## Chefs de corps
- 1807-1811 : Jan Konopka
- 1811-1812 : Stanislas Klicki
- 1812-1813 : Ferdynand Stokowski
- 1813-1814 : Casimir Tanski
- 1814-1814 : Andrzej Tomasz Łubieński

## Guidon

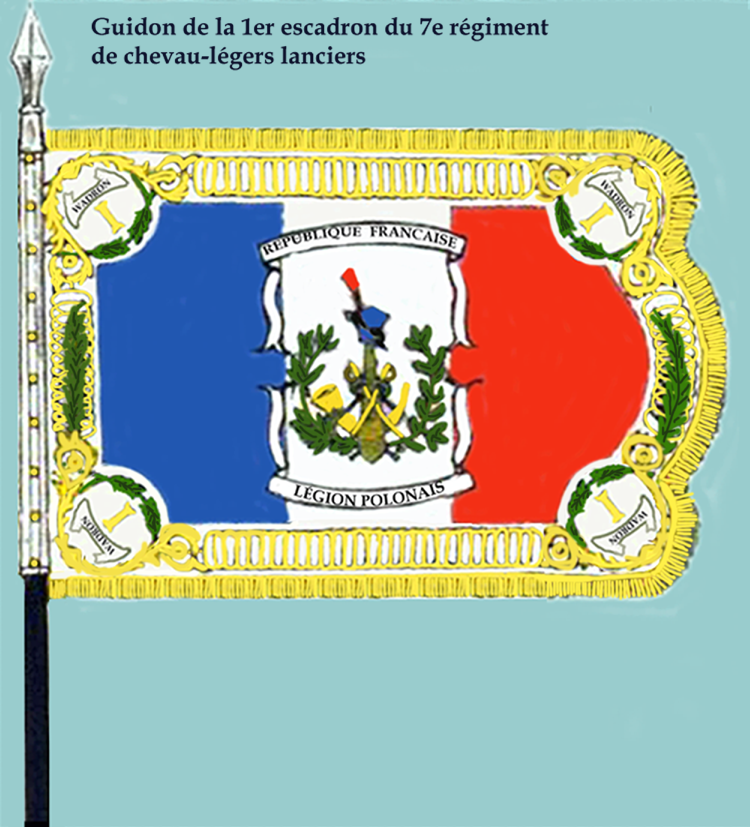
Guidon du 1er escadron exposé au musée de l'Armée à Paris.

## Personnalités
- Gaspard Hug, comme lieutenant-colonel